# Darreh Yās
Darreh Yās (persiska: رود وار, دَرِّه ياس) är en ort i Iran.   Den ligger i provinsen Chahar Mahal och Bakhtiari, i den centrala delen av landet, 400 km söder om huvudstaden Teheran. Darreh Yās ligger 1 800 meter över havet och antalet invånare är 329.
Terrängen runt Darreh Yās är kuperad åt nordost, men åt sydväst är den bergig. Runt Darreh Yās är det ganska glesbefolkat, med 26 invånare per kvadratkilometer. Närmaste större samhälle är Ardal, 15,5 km nordost om Darreh Yās. Trakten runt Darreh Yās består i huvudsak av gräsmarker.